# Martha Fiennes
Martha Maria Twisleton-Wykeham-Fiennes, född 5 februari 1964 i Suffolk i England, är en brittisk filmregissör, syster med de bägge skådespelarna Ralph Fiennes och Joseph Fiennes. Hon är även mor till bland annat skådespelaren och modellen Hero Fiennes Tiffin.

## Filmografi (urval)
- 1999 – Onegin (regi)
- 2005 – Chromophobia (manus och regi)